# ジェームズ・リプトン
ジェームズ・リプトン（James Lipton、1926年9月19日-2020年3月2日）は、アメリカ合衆国の俳優、作家、脚本家、演出家、アクターズ・スタジオ副学長。

## プロフィール
1926年にミシガン州デトロイトで生まれる。父はジャーナリストのローレンス・リプトンである。高校卒業後にラジオドラマの「ローン・レンジャー」に出演し高い人気を得る。その後、テレビの普及に合わせて人気が高まったソープオペラの脚本を多数手掛けたほか、自らも複数のドラマに出演した。後年は声優として「ザ・シンプソンズ」「ファミリーガイ」に参加、カメオ出演した番組に「サタデーナイト・ライブ」ほか「グリー」がある。
また、ブロードウェイミュージカル「シェリー」で脚本家としてのデビューを果たしたほか、複数の著書を出版する。これらの多彩な実績が評価され、1976年にはジミー・カーター大統領の就任祝賀会の構成、製作を手がけた。世界貿易センタービル崩壊からまもない2001年10月には「ザ・コンサート・フォー・ニューヨーク・シティ」に出演。

## アクターズ・スタジオ
1990年代初頭には、バーナード・ピボットとともに俳優の3年間の教育プログラムを構築した。その後このプログラムは、ニューヨーク市のニュースクール大学と、俳優・監督・演出家らを養成する教育機関であるアクターズ・スタジオの修士課程に採用されている。
1994年にはアクターズ・スタジオの授業の一環として、リプトンがインタビュアーを務め、同スタジオの卒業生をはじめとする著名な俳優を招いた講義の録画を始める。講堂の客席には学部生と大学院生が座り、毎回、リプトンの結びの質問は演劇から離れ、「どういう人間として人々の記憶に残りたいか」と尋ねている。番組の最後に学生から質問を受け付ける場面を設け、出演者が演劇人の卵に真摯に答える姿を見ることができた。インタビュープログラムとして「アクターズ・スタジオ・インタビュー」はPBS系でテレビ放送枠を得ると、125カ国で放映される名物番組となり、エミー賞候補に20回、名前があがった。学生時代から知る出演者も多く、また綿密な取材に基づく質問の鋭さに定評が付き、リプトンはこれまでの俳優や作家、脚本家としての成功に加えて「名インタビュアー」としての名声を得ることになる。2005年よりアクターズ・スタジオの名誉副所長を務めた。
2016年には番組のゲストとしてインタビューを受け、同番組の放送権委譲の直前、2018年9月に降板。その後、オベーションテレビに番組が移ると、司会は輪番制になる。
2020年3月2日、死去。93歳没。